# Prince des poètes

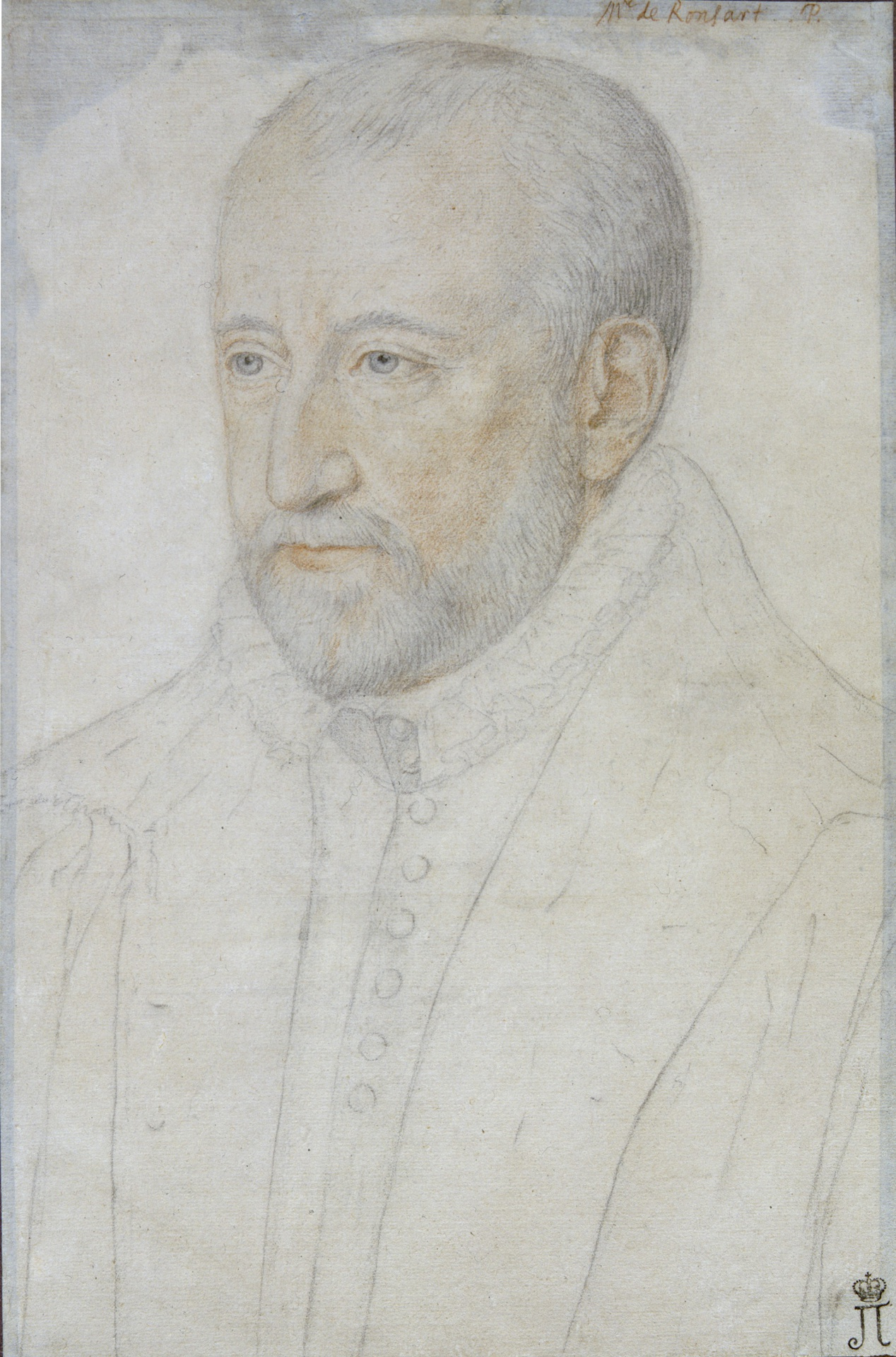
Pierre de Ronsard, první doložený francouzský Prince des poètes

Prince des poètes (česky: Kníže básníků) je neoficiální čestný titul udělovaný ve Francii nejvýznamnějšímu žijícímu básníkovi po smrti jeho předchůdce (předchozího nositele titulu). V různých obdobích nebyl vždy přidělován stejným způsobem a neměl vždy stejný symbolický význam ani stejnou míru uznání. Titul a doprovázející volba byly též kritizovány; např. ve 20. století jej odmítl Saint-John Perse. Volba náleží kritikům a univerzitním kapacitám, kteří významné básníky vybírají; udělování tohoto titulu má ve Francii dlouhou tradici. 

## Seznam oceněných
- 1550–1585 Pierre de Ronsard (nar. 1524, Francie)[2][3]
- ?–1885 Victor Hugo (nar. 1802, Francie)[4]

- 1885–1894 Charles Leconte de Lisle (nar. 1818, Francie, Réunion)[5]
- 1894–1896 Paul Verlaine (nar. 1844, Francie)
Dne 17. července 1894 zemřel Charles Leconte de Lisle. Verlaine chtěl kandidovat na uvolněné 14. křeslo Francouzské akademie, ale byl od tohoto úmyslu odrazován a na kandidaturu nakonec rezignoval. Smrtí de Lisleovou se ale rovněž uvolnil titul Kníže básníků (Prince des poètes). V srpnu roku 1894 byla vyhlášena anketa na udělení tohoto titulu, kterou organizoval Georges Docquois. Bylo osloveno na čtyři sta literátů ve věku 18–25 let. Odpověď zaslalo 189 z nich. Nejvíce (70 hlasů) získal Verlaine, následovali José-María de Heredia (38 hlasů), Sully Prudhomme (36 hlasů), Stéphane Mallarmé (36 hlasů) a François Coppée (12 hlasů).[6]
- 1896–1898 Stéphane Mallarmé (nar. 1842, Francie)[7]
- 1898–1912 Léon Dierx (nar.1838, Francie, Réunion)[8]
- 1912–1960 Paul Fort (nar. 1872, Francie)[9]
- 1960 Jules Supervielle (nar. 1884, Uruguay)[10]
- 1960–1963 Jean Cocteau (nar. 1889, Francie)[11]

- 1972–1978 Maurice Carême (nar. 1899, Belgie), jmenován v Paříži 9. května 1972[12]
- 1978–2001 Léopold Sédar Senghor (nar. 1906, Senegal)[13]
- od 2013 Jean Ristat[14]

## Ostatní
V širším významu se výraz „Kníže básníků“ objevuje ve francouzštině jako přívlastek i ve spojitosti s jinými velkými básníky minulosti, jako Homér či Vergilius.